# Kvemo Dzaguina
Kvemo Dzaguina (en georgiano: ქვემო ძაღინა) o Dzaguina (en osetio: Дзагъина; en ruso: Дзагина) es una aldea que pertenece a la parcialmente reconocida República de Osetia del Sur, parte del distrito de Znaur, aunque de iure pertenece al municipio de Tighvi de la región de Iberia Interior de Georgia.

## Geografía
Kvemo Dzaguina está situada en la orilla del río Shua Froni, a 5 km de Kornisi. 

## Historia
De 1922 a 1990, formó parte del distrito de Znaur del óblast autónomo de Osetia del Sur, siendo de mayoría osetia. De 1990 a 2006, formó parte del raión de Kareli y, desde 2006, forma parte del municipio de Tighva. Las autoridades osetias juntaron el pueblo de Zemo Dzaguina a Kvemo Dzaguina, llamándolo Dzaguina.

## Demografía
La evolución demográfica de Kvemo Dzaguina entre 1959 y 2015 fue la siguiente:
| 280                                                      | 340 | 268 |
| (Fuente: Population of South Ossetia since Soviet times) |     |     |

Según el censo soviético de 1959, la mayoría de la población local eran osetios.